# ريك ميدلتون
ريك ميدلتون هو لاعب هوكي الجليد كندي، ولد في 4 ديسمبر 1953 في تورونتو في كندا.

## وصلات خارجية
- ريك ميدلتون على موقع دوري الهوكي الوطني (الإنجليزية)
- ريك ميدلتون على موقع قاعة مشاهير الهوكي (لاعب أن.إتش.أل) (الإنجليزية)
- ريك ميدلتون على موقع EliteProspects.com (الإنجليزية)
- ريك ميدلتون على موقع HockeyDB.com (الإنجليزية)
- ريك ميدلتون على موقع Hockey-Reference.com (الإنجليزية)